# Roger Philippi
Roger Philippi (1952. szeptember 12. –) luxemburgi nemzetközi labdarúgó-játékvezető.

## Pályafutása

### Nemzetközi játékvezetés
A Luxemburgi labdarúgó-szövetség Játékvezető Bizottsága (JB) 1986-ban terjesztette fel nemzetközi játékvezetőnek, a Nemzetközi Labdarúgó-szövetség (FIFA) bíróinak keretébe. Több nemzetek közötti válogatott és klubmérkőzést vezetett. A luxemburgi nemzetközi játékvezetők rangsorában, a világbajnokság-Európa-bajnokság sorrendjében többedmagával a 2. helyet foglalja el 10 találkozó szolgálatával. Az aktív nemzetközi játékvezetéstől 1998-ban a FIFA 45 éves korhatárát elérve búcsúzott.

#### Világbajnokság
Kettő világbajnoki döntőhöz vezető úton Egyesült Államokba a XV., az 1994-es labdarúgó-világbajnokságra és Franciaországba a XVI., az 1998-as labdarúgó-világbajnokságra a FIFA JB bíróként alkalmazta.

##### 1994-es labdarúgó-világbajnokság
| Időpont              | Helyszín                  | Mérkőzés típusa           | Mérkőzés                 | Eredmény | Nézők száma |
| -------------------- | ------------------------- | ------------------------- | ------------------------ | -------- | ----------- |
| 1992. szeptember 23. | Daugavas Stadion, Riga    | előselejtező (3. csoport) | Lettország–Spanyolország | 0 : 0    | 6 220       |
| 1993. február 17.    | Wembley Stadion, London   | előselejtező (2. csoport) | Anglia–San Marino        | 6 : 0    | 51 154      |
| 1993. június 16.     | Žalgiris Stadion, Vilnius | előselejtező (3. csoport) | Litvánia–Írország        | 0 : 1    | 6 000       |

##### 1998-as labdarúgó-világbajnokság
| Időpont              | Helyszín                 | Mérkőzés típusa           | Mérkőzés               | Eredmény | Nézők száma |
| -------------------- | ------------------------ | ------------------------- | ---------------------- | -------- | ----------- |
| 1996. december 14.   | Gradski Stadion, Skopje  | előselejtező (8. csoport) | Macedónia–Románia      | 0 : 3    | 14 000      |
| 1997. szeptember 10. | Hardturm Stadion, Zürich | előselejtező (9. csoport) | Albánia–Észak-Írország | 1 : 0    | 2 650       |

#### Európa-bajnokság
Az európai-labdarúgó torna döntőjéhez vezető úton Német Szövetségi Köztársaságba a VIII., az 1988-as labdarúgó-Európa-bajnokságra és Svédországba a IX., az 1992-es labdarúgó-Európa-bajnokságra az UEFA JB játékvezetőként foglalkoztatta.

##### 1988-as labdarúgó-Európa-bajnokság
| Időpont           | Helyszín                            | Mérkőzés típusa           | Mérkőzés    | Eredmény | Nézők száma |
| ----------------- | ----------------------------------- | ------------------------- | ----------- | -------- | ----------- |
| 1987. április 15. | Maladière Saupin Stadion, Neuchâtel | előselejtező (2. csoport) | Svájc–Málta | 4 : 1    | 5 400       |

##### 1992-es labdarúgó-Európa-bajnokság
| Időpont           | Helyszín                      | Mérkőzés típusa           | Mérkőzés             | Eredmény | Nézők száma |
| ----------------- | ----------------------------- | ------------------------- | -------------------- | -------- | ----------- |
| 1990. október 17. | Windsor Park Stadion, Belfast | előselejtező (4. csoport) | Észak-Írország–Dánia | 1 : 1    | 9 079       |
| 1991. március 27. | Olimpiai Stadion, Serravalle  | előselejtező (2. csoport) | San Marino–Románia   | 1 : 3    | 745         |

##### 1996-os labdarúgó-Európa-bajnokság
| Időpont           | Helyszín                               | Mérkőzés típusa           | Mérkőzés                   | Eredmény | Nézők száma |
| ----------------- | -------------------------------------- | ------------------------- | -------------------------- | -------- | ----------- |
| 1995. március 25. | Arechi Stadion, Salerno                | előselejtező (4. csoport) | Olaszország–Észtország     | 4 : 1    | 38 000      |
| 1995. június 7.   | Estadio Ramón Sánchez Pizjuán, Sevilla | előselejtező (2. csoport) | Spanyolország–Örményország | 1 : 0    | 12 000      |

#### Nemzetközi kupamérkőzések

##### Bajnokcsapatok Európa-kupája
| Időpont          | Helyszín                         | Mérkőzés típusa        | Mérkőzés                        | Eredmény |
| ---------------- | -------------------------------- | ---------------------- | ------------------------------- | -------- |
| 1991. október 2. | Oriel Park Stadion, County Louth | első kör első mérkőzés | Dundalk FC (ír)–Budapest Honvéd | 0 : 2    |